# Jochen Pack
Jochen Pack (* 1. April 1981 in Hartberg) ist ein österreichischer Politiker (ÖVP) und PR-Berater. Er war von 2002 bis 2013 Abgeordneter zum Österreichischen Nationalrat.

## Ausbildung und Beruf
Jochen Pack besuchte von 1987 bis 1991 die Volksschule in Hartberg und im Anschluss die örtliche Rieger Hauptschule. Pack wechselte 1995 an die Handelsakademie Hartberg, die er im Jahr 2000 mit der Matura abschloss. Danach leistete er zwischen 2000 und 2001 seinen Präsenzdienst ab und studierte zwischen 2001 und 2006 Betriebswirtschaftslehre an der Universität Graz. Seit 2006 studiert Pack an der Hochschule für Betriebswirtschaft in Mittweida. Er ist seit 2005 Mitglied der katholischen Studentenverbindung K.Ö.H.V. Mercuria Wien im ÖCV.
Pack arbeitete zwischen 1998 und 2002 als freier Redakteur und war zwischen 2001 und 2002 Geschäftsführer der Agentur kp-solutions. Danach war Pack von 2003 und 2005 als selbständiger PR-Berater tätig. Pack war von 2008 bis 2012 Vorsitzender des Tourismusregionalverbandes Oststeiermark und beteiligte sich 2014 an der „pantarhei advisors Graz Unternehmensberatung GmbH“ als Partner. Er fungiert dort seit Dezember 2015 als Managing Partner.

## Politik
Jochen Pack war zwischen 2000 und 2005 Stadtobmann der Jungen Volkspartei Hartberg und Bezirksobmann sowie Landesobmann-Stellvertreter der Jungen ÖVP. 2004 wurde er zum Bezirksparteiobmann-Stellvertreter der ÖVP Hartberg und zum Bezirksvorsitzenden der Jungen Wirtschaft Hartberg gewählt.
Pack vertrat zwischen dem 20. Dezember 2002 und dem 29. Oktober 2006 erstmals die ÖVP im Nationalrat, am 16. Jänner 2007 wurde er erneut Abgeordneter zum Nationalrat, nachdem Reinhold Lopatka als Staatssekretär in die Bundesregierung Gusenbauer gewechselt war. In der 24. Legislaturperiode übernahm er am 3. Dezember 2008 zum zweiten Mal Lopatkas Sitz als Abgeordneter, da dieser zum Finanzstaatssekretär in der Bundesregierung Faymann I ernannt worden war. Nach Lopatkas Ausscheiden als Staatssekretär und Wechsel in den Nationalrat im Zuge der Regierungsumbildung am 21. April 2011 schied Pack wiederum aus dem Nationalrat aus. Zu seiner erneuten Angelobung als Nationalratsabgeordneter kam es am 11. September 2012, nachdem Reinhold Lopatka zuvor als Staatssekretär ins Außenministerium berufen worden war. Jochen Pack ist damit der einzige Abgeordnete, der in der 24. Legislaturperiode des Nationalrats zweimal angelobt wurde. Pack schied schließlich am 28. Oktober 2013 aus dem Nationalrat aus. 